# Дијар Рабиа
Дијāр Раби‘а („пребивалиште Раби'а”) је средњовековно арапски назив најисточне и највеће од три провинције Џазире (Горња Месопотамија), а друге две су Дијар Бакр и Дијар Мудар. Према речима Ел Баладурја, све три покрајине су именоване по главним арапским племенама које тамо населио Муавија током муслиманских освајања VII веку. Дијар Раби'у је населио Раби'ско племе, од којих је Мудар било једна од подгрупа.
Дијар Раби'а обухвата горње крајеве реке Hабур и њене притоке, односно регије Тур Абдин и Бет Арабаје, као и обе обале реке Тигар из околине Џазират ибн Умара на јеверу до границе са Ираком на подручју Тикрита на југу, укључујући и доње крајеве Горњег Заба и Доњег Заба. Главни град покрајине био је Мосул (арапски ел-Мавсил), са другим важним урбаним центрима као што су Балад, Џазират ибн Умар, Ел Син, Барка'ид, Сиџар, Насибин, Мардин и Ра'с ел-'Ајн. Регион је пљачкан за време упада Кармата у периодима Омејада и Абасида. Средином 10. века дошла је под контролу матичне династије Хамданида, чија је валст била сконцентрисана у Мосулу. Хамданидски емират је са Бујидима 980 , а покрајина је пре[la под контролом Укајлида, који су га држали до освајања Сеџука крајем 11. века.